# Nam Joo-hyuk
Dans ce nom coréen, le nom de famille, Nam, précède le nom personnel.
Nam Joo-hyuk (né le 22 février 1994) est un acteur (chez YG Entertainment) et modèle (chez YGK-Plus) sud-coréen. Il a fait ses débuts en 2013 en tant que mannequin pour Season Seoul Collection. Il commence sa carrière d'acteur en 2014 dans la série télévisée The Idle Mermaid.

## Filmographie

### Cinéma
- 2018 : The Great Battle : Sa-mul
- 2020 : Josée : Lee Young-seok

### Séries télévisées
| Année | Titre                           | Rôle                 | Chaîne  | Note              |
| ----- | ------------------------------- | -------------------- | ------- | ----------------- |
| 2014  | The Idle Mermaid                | Park Dae-bak ("BIG") | tvN     | Rôle secondaire   |
| 2015  | Who Are You: School 2015        | Han Yi-an            | KBS2    | Acteur principal  |
| 2015  | Glamorous Temptation            | Young Jin Hyeong-woo | MBC     | Invité (Ép. 1-10) |
| 2016  | Cheese in the Trap              | Kwon Eun-Taek        | tvN     | Rôle secondaire   |
| 2016  | Moon Lovers: Scarlet Heart Ryeo | Baek Ah              | SBS     | Rôle secondaire   |
| 2016  | Weightlifting Fairy Kim Bok-joo | Jung Joon-hyung      | MBC     | Rôle principal    |
| 2017  | The Bride Of Habaek             | Ha-baek              | tvN     | Rôle principal    |
| 2019  | The Light In Your Eyes          | Lee Joon-Ha          | JTBC    | Rôle principal    |
| 2020  | The School Nurse Files          | Hong In-pyo          | Netflix | Rôle principal    |
| 2020  | Start-Up                        | Nam Do San           | TVN     | Rôle principal    |
| 2022  | Twenty-Five Twenty-One          | Baek Yi-jin          | TVN     | Rôle principal    |

### Émissions de variétés
| Année     | Titre                              | Chaîne          | Note                                                             |
| --------- | ---------------------------------- | --------------- | ---------------------------------------------------------------- |
| 2014      | Nam TV                             | ICON TV/YouTube | Membre du casting                                                |
| 2014      | Saturday Night Live Korea          | tvN             | Invité, épisode 90                                               |
| 2014-2015 | Off to School                      | jTBC            | Membre du casting,                                               |
| 2015      | Running Man                        | SBS             | Invité, épisode 230,                                             |
| 2016      | Celebrity Bromance                 | MBig TV         | Membre du casting, saison 4 avec Ji Soo                          |
| 2016      | Three Meals a Day: Gochang Village | tvN             | Membre du casting avec Cha Seung-won, Yoo Hae-jin et Son Ho-joon |
| 2016      | My Ear's Candy                     | tvN             | avec Ji Soo, Shin Jae-ha et Kim Yoo-han                          |

### Clips vidéos
| Année | Titre de la chanson | Artiste(s)          |
| ----- | ------------------- | ------------------- |
| 2014  | "200%"              | Akdong Musician     |
| 2014  | "Give Love"         | Akdong Musician     |
| 2015  | "Chocolate"         | Kangnam feat. San E |
| 2018  | "When it snows"     | 1415                |

## Récompenses et nominations
| Année | Cérémonie                                     | Catégorie                               | Travail nommé                   | Résultat   | Réf.   |
| ----- | --------------------------------------------- | --------------------------------------- | ------------------------------- | ---------- | ------ |
| 2015  | 8e Korea Drama Awards                         | Best New Actor                          | Who Are You: School 2015        | Nomination | [ 6 ]  |
| 2015  | 4e APAN Star Awards                           | Best New Actor                          | Who Are You: School 2015        | Lauréat    | [ 7 ]  |
| 2015  | 29e KBS Drama Awards                          | Best New Actor                          | Who Are You: School 2015        | Nomination | [ 8 ]  |
| 2015  | 29e KBS Drama Awards                          | Popularity Award, Actor                 | Who Are You: School 2015        | Lauréat    | [ 9 ]  |
| 2016  | 36e MBC Drama Awards                          | Excellence Award, Actor in a Miniseries | Weightlifting Fairy Kim Bok-joo | Nomination | [ 10 ] |
| 2016  | 36e MBC Drama Awards                          | Best New Actor                          | Weightlifting Fairy Kim Bok-joo | Lauréat    | [ 10 ] |
| 2018  | 2e The Seoul Awards                           | Best New Actor (Film)                   | The Great Battle                | Lauréat    | [ 11 ] |
| 2018  | 6e Marie Claire Asia Star Awards              | Rising Star Award                       | The Great Battle                | Lauréat    | [ 12 ] |
| 2018  | 38e Korean Association of Film Critics Awards | Best New Actor                          | The Great Battle                | Lauréat    | [ 13 ] |
| 2018  | 39e Blue Dragon Film Awards                   | Best New Actor                          | The Great Battle                | Lauréat    | [ 14 ] |